# Triei
Triei (sardisk: Trièi) er en by og en kommune (comune) i provinsen Nuoro i regionen Sardinien i Italien. Byen ligger i 140 meters højde og har 1.110 indbyggere (2016). Kommunen har et areal på 32,98 km² og grænser til kommunerne Lotzorai, Talana og Urzulei.